# Tragopogon gorskianus
Tragopogon gorskianus (козельці Горського1) — вид рослин з родини айстрових (Asteraceae), поширений у Білорусі й Литві.